# محمد سعد الكتاتني
الدكتور محمد سعد توفيق مصطفي الكتاتني (4 مارس 1952 -) سياسي وأستاذ جامعي، كان رئيس مجلس الشعب المصري (دورة 2012) الذي تم حله بقرار من المحكمة الدستورية. ويعمل الكتاتني أستاذا لعلم النبات بكلية العلوم جامعة المنيا وأمين عام نقابة العلميين منذ عام 1984 وحتى 1993، وهو وكيل المؤسسين وأمين عام سابق لحزب الحرية والعدالة (2011) وعضو سابق بمكتب الإرشاد لجماعة الإخوان المسلمين. أعلن يوم يوم 21 يناير 2012 أنّه يعتذر عن عدم الاستمرار في مهام منصبه كأمين عام لحزب الحرية والعدالة في حال انتخابه لرئاسة مجلس الشعب، وقُبلت استقالته. انتُخِبَ رسميًا في الجلسة الافتتاحية للمجلس يوم 23 يناير 2012.
بعد قرار المحكمة الدستورية بحل مجلس الشعب، تم انتخاب الكتاتني رئيسا لحزب الحرية والعدالة في 19 أكتوبر 2012. وفي أعقاب تظاهرات 30 يونيو تمت دعوته لحضور الخطاب الذي ألقاه الفريق السيسي في 3 يوليو 2013، الذي يمثل خطاب الانقلاب إلا أنه رفض ذلك فتم إلقاء القبض عليه في ذلك اليوم.

## الشهادات الدراسية
- بكالوريوس في علم الأحياء الدقيقة (الميكروبيولوجي) 1974م
- الماجستير في علم الأحياء الدقيقة (الميكروبيولوجي) 1979م
- دكتوراه في علم الأحياء الدقيقة (الميكروبيولوجي) 1984م
- ليسانس آداب - قسم الدراسات الإسلامية 2000م.

## العمل السياسي
- رئيس حزب الحرية والعدالة
- رئيس الجمعية التأسيسية للدستور المصري. وتم انتخابه يوم الأربعاء 28 مارس 2012 بأغلبية الأصوات
- رئيس مجلس الشعب المصري (دورة 2012). وحصل على 399 صوت بفارق 312 صوتا عن أقرب منافسية عصام سلطان وذللك في يوم الاثنين 23 يناير 2012
- عضو مجلس الشعب المصري (دورة 2012).
- تمثيل البرلمان المصري في اتحاد البرلمان الدولي بنيروبي كينيا 2006.
- تمثيل البرلمان المصري في مؤتمر برلمانات الدول الأعضاء في منظمة المؤتمر الإسلامي.
- تمثيل البرلمان المصري في الاتحاد البرلماني العربي.
- أمين عام حزب الحرية والعدالة منذ تأسيسه وفي 21 يناير 2012 اعتذر عن المنصب لترشحة لرئاسة المجلس وظل في المنصب حتى انتخاب أمين عام جديد من الهيئة البرلمانية للحزب.
- وكيل المؤسسين لحزب الحرية والعدالة
- التحق بجماعة الإخوان المسلمين في اعقاب خروجهم من محنة عام 1980م حيث التحق بهم عام 1981م.
- عضو سابق بمكتب إرشاد الإخوان المسلمين (26 مايو 2008 - 6 يونيو 2011)
- المتحدث الإعلامي باسم الجماعة سابقا (27 يناير 2010 - 6 يونيو 2011)
- رئيس الكتلة البرلمانية لنواب الإخوان المسلمين في مصر (الدورة البرلمانية 2005 - 2010) عن دائرة بندر المنيا.
- رئيس سابق للمكتب الإداري للإخوان المسلمين بالمنيا.

### المشاركات الدولية
- «الإسلاميون ونقاشات ما بعد المشاركة السياسية في العالم العربي»: بيروت – أبريل 2009، بدعوة من مركز كارنيجي الشرق الأوسط.
- «الإسلام السياسي في الشرق الأوسط وشمال أفريقيا»: لندن – نوفمبر 2009، بدعوة من معهد أبحاث السياسة العامة التابع للكلية الملكية بلندن.
- . «النضال من أجل مستقبل مصر»: لندن – أكتوبر 2007، بدعوة من مركز دراسات الديمقراطية بجامعة ويستمنستر البريطانية (برنامج الإسلام والديمقراطية).
- «البرلمانات والتغيير السياسي في العالم العربي ودور حركات المعارضة»: بيروت – يونيو 2009، بدعوة من مركز كارنيجي الشرق الأوسط.
- «الأحزاب والحركات الإسلامية في مواجهة الغرب، الإجابة على أسئلة الآخر»: روما – أبريل 2007. بدعوة من معهد السياسة الخارجية بإيطاليا.
- «المؤتمر الوطني السادس لحزب العدالة والتنمية المغربي»: الرباط – يوليو 2008. بدعوة من الأمين العام لحزب العدالة والتنمية بالمغرب.
- «أجندة الحوار بين حركات الإسلام السياسي والغرب»: واشنطن – مايو 2007. بدعوة من جامعة جورج تاون الأمريكية.
- «إعادة مناقشة المساحات الرمادية (مفهوم الشريعة والتعددية) في فكر الحركات الإسلامية»: برلين – مايو 2008، بدعوة من مؤسسة كارنيجي الأمريكية للسلام.
- «مؤتمر القدس»: إسطنبول – نوفمبر 2007، بدعوة من مؤسسة القدس الدولية.
- «حوار الحركات والأحزاب ذات المرجعية الإسلامية مع الغرب»: أغادير (المغرب) – أبريل 2009، بدعوة من المندى العالمي للبرلمانيين الإسلاميين.
- «صعود التيارات الإسلامية في برلمانات الوطن العربي»: القاهرة – نوفمبر 2007، بدعوة من مؤسسة كونوراد أديناور الألمانية بالاستراك مع مؤسسة عالم واحد للتنمية ورعاية المجتمع المدني.
- «مؤتمر الحركات الإسلامية العالمية المنعقد على هامش المؤتمر العام للجماعة الإسلامية بباكستان»: لاهور – أكتوبر 2008، بدعوة من السيد / قاضي حسين أحمد، أمير الجماعة الإسلامية بباكستان.
- " المؤتمر السنوي لمركز البحوث الاقتصادية والاجتماعية التابع لحزب السعادة التركي، وكذلك حضور احتفالات الحزب بذكرى فتح القسطنطينية: إسطنبول – مايو 2006، بدعوة من البروفيسير / نجم الدين أربكان (رئيس الحزب).
- رئاسة وفد من النواب لتهنئة السيد / خالد مشعل رئيس اللجنة التنتفيذية لحركة المقاومة الإسلامية حماس بمناسبة الصمود المشرف للشعب الفلسطيني أثناء العدوان الإسرائيلي على غزة: دمشق – مارس 2009.
- رئاسة وفد من النواب للتضامن مع الرئيس السوداني عمر البشير ضد قران الاعتقال الصادر له من المحكمة الجنائية الدولية: الخرطوم – أبريل 2009.

### شهادته عن انقلاب 3 يوليو 2013
في إحدى جلسات محاكمة سعد الكتاتني في محكمة جنايات القاهرة، كشف الكتاتني عما دار في 30 يونيو و3 يوليو وقال: «العصار طلب منّي حضور انقلاب 3 يوليو ورفضت وما يحدث معي مثل أفلام إسماعيل يس» وتابع قائلا: «الدليل الثالث على كيدية الاتهام أنه في يوم 3 يوليو 2013 قرأت على شريط الأخبار بالتليفزيون المصري حضوري اجتماع مع وزير الدفاع (السيسي) وآخرين بالرغم إنني لم أدع إلى الاجتماع الذي تم في المخابرات الحربية ولم يتصل بي أحد، وبعدها تلقيت اتصالا من اللواء محمد العصار مساعد وزير الدفاع يطلب مني الحضور إلى الاجتماع فطلبت منه معرفة من الحاضرين فيه فقال لي أن الاجتماع يضم الدكتور محمد البرادعي وشيخ الازهر والبابا وممثلين عن حزب النور وبعض القوى السياسية ورئيس محكمة النقض ورئيس المجلس الأعلى للقضاء، وطلب اللواء العصار مني الحضور إلى الاجتماع حتى نتوصل إلى حل للأزمة التي كانت دائرة، فاعتذرت عن عدم الحضور وقال لي هبعت لك عربية تأخذك فرفضت». واستكمل الكتاتني قائلا: «كان عندي حراسة أمام منزلي في أكتوبر بعد تولي رئاسة مجلس الشعب وطلبت من وزير الداخلية سحب الحراسة الموجودة فرفض، وقال لي أني شخصية سياسية مستهدفة وتم تكثيف الحراسة وتلقيت اتصالا من أسرتي تخبرني بأن الحراسة الموجودة أمام المنزل انسحبت قبل إلقاء بيان السيسي وأن هناك بعض الأشخاص حضروا أمام المنزل». وأضاف الكتاتني: «أنه لم يكن لديَّ إلا خيارين هما الذهاب إلى الاجتماع أو إلقاء القبض عليّ وأنا لم أهرب ولست خائناً، وعقب عودتي إلى المنزل حضر إلى المنزل رئيس مباحث أول أكتوبر وعاملني باحترام وألقى القبض علي وقلت له هل هناك إذن نيابة فرد علي» لا«وتم اقتيادي إلى القسم وتم ترحيلي إلى سجن طره حتى حزب الحرية والعدالة تم إلغائه لأننى قُلت» لا«لاجتماع 3 يوليو».

## النشاط الاجتماعي والخدمي
- أمين عام نقابة العلميين منذ عام 1984 وحتى 1993
- نقيب العلميين بمحافظة المنيا منذ 1993م.
- السكرتير العام لنادي أعضاء هيئة التدريس بجامعة المنيا منذ 1990 وحتى الآن
- رئيس قسم النبات بكلية العلوم جامعة المنيا منذ عام 1994م، وحتى عام 1998.

## في مجال البحث العلمي
- الإشراف على عدد 15 رسالة ماجستير ودكتوراه في مجال التخصص.
- 30 بحثًا منشورةً في مجال أمراض النبات والميكروبيولوجي.
- عضو جمعية أمراض النبات المصرية.
- عضو جمعية الميكروبيولوجيا التطبيقية.
- عضو جمعية السموم المصرية في مجال الحريات وحقوق الإنسان.
- عضو منظمة العفو الدولية.
- من مؤسسي لجنة التنسيق بين الأحزاب والقوى الوطنية والنقابات المهنية.
- أحد مؤسسي مستشفى عمر بن الخطاب الخيري بحي أبو هلال بالمنيا.

## أحكام صادرة ضده
قضت محكمة جنايات القاهرة، في 30 ديسمبر 2017، بحبس محمد سعد الكتاتني والرئيس المصري السابق محمد مرسي وآخرين ثلاث سنوات لإدانتهم بقضية «إهانة القضاء». وهو الحكم الذي أيدته محكمة النقض في 15 أكتوبر 2018 ليصبح نهائيا وغير قابل للطعن. وأصدرت محكمة جنايات القاهرة، السبت 7 سبتمبر 2019، حكما بالسجن المؤبد لمحمد سعد الكتاتني ومحمد بديع و10 آخرين في القضية المعروفة إعلاميا بـ«اقتحام الحدود الشرقية». وقضت محكمة جنايات القاهرة، المنعقدة بمجمع محاكم طرة، الأربعاء 11 سبتمبر 2019، بالسجن المؤبد لكل من محمد سعد الكتاتني ومحمد بديع وخيرت الشاطر و8 آخرين في قضية التخابر مع حركة حماس.
بلغ مجموع الأحكام الصادرة في حق محمد سعد الكتاتني، 53 سنة سجن في 3 قضايا، وقضية واحدة ما زال الحكم النهائي لم يصدر بعد.

## وصلات خارجية
- الاتهامات الموجهة لجماعة الأخوان من أحد قيادييها، قناة الجزيرة، برنامج ما وراء الخبر، 25 يوليو 2008
- أول لقاء تلفزيوني للكتاتني على يوتيوببعد ثلاثة أشهر من تولّيه منصب رئيس مجلس الشعب - يوتيوب قناة الجزيرة - 26 أبريل 2012